# Scheinstrauch
Bei einem Scheinstrauch (in der botanischen Fachsprache: Pseudophanerophyt) handelt es sich um eine ausdauernde Pflanze, bei der die oberirdischen Teile ein- oder auch zweijährig sind, spätestens dann aber absterben. Die Pflanze erneuert sich aber ständig aus den unterirdischen Organen.
Die diesjährigen Triebe aus Überdauerungsknospen des oberirdischen, stammlosen, reich verzweigten und meist nur schwach verholzten Achsensystems blühen im zweiten Jahr, sterben danach ab und werden jährlich durch neue Innovationssprosse ersetzt.
Beispiele sind Steinbeere und Himbeere.